# Sergei Wiktorowitsch Skripal
Sergei Wiktorowitsch Skripal (russisch Сергей Викторович Скрипаль; * 23. Juni 1951 in Kaliningrad, Russische SFSR, Sowjetunion) ist ein ehemaliger Oberst des sowjetischen, später russischen Militärnachrichtendienstes GRU. Er wurde 1995 vom britischen Auslandsgeheimdienst MI6 rekrutiert und enttarnte als Überläufer eigene, sprich russische Agenten gegenüber dem MI6. Rund vier Jahre nach seinem Ausscheiden aus dem (russischen) Geheimdienst wurde er als Informant enttarnt und verhaftet. Nach sechs
Jahren Haft (in Russland) wurde er 2010 im Rahmen eines Agentenaustauschs freigelassen und durfte sich in der englischen Stadt Salisbury niederlassen.
Am 4. März 2018 wurden er und seine Tochter Julija in Salisbury bewusstlos aufgefunden und mit Anzeichen einer Vergiftung in eine Klinik eingeliefert. Die offensichtliche Anwendung eines geächteten Nervenkampfstoffes aus der Nowitschok-Gruppe löste eine schwere diplomatische Krise zwischen Großbritannien und seinen Verbündeten einerseits und Russland andererseits aus, das laut Premierministerin Theresa May „sehr wahrscheinlich“ für den Giftanschlag verantwortlich war. Sowohl Julija als auch Sergei Skripal hatten sich mindestens so weit erholt, dass sie im April bzw. Mai 2018 aus dem Krankenhaus entlassen werden konnten.

## Leben und Agententätigkeit
Sergei Skripal wurde in Kaliningrad und Moskau zum Pionieroffizier der Luftlandetruppen ausgebildet. 1979 gehörte er zu den ersten Soldaten der Sowjetarmee, die im Zuge der sowjetischen Intervention in Afghanistan kämpften. Er heiratete seine Jugendliebe aus Kaliningrad, Ljudmila. Ihr Sohn Alexander wurde 1974 geboren. 1984 kam ihre Tochter Julija zur Welt. Nach seinem Einsatz in Afghanistan absolvierte Skripal die Militärdiplomatische Akademie in Moskau, die künftige Agenten für verdeckte Arbeit im Ausland vorbereitet. Während seines Studiums wurde er vom Militärnachrichtendienst GRU rekrutiert. Zunächst spionierte er in den 1980er- und 1990er-Jahren mit Diplomatenstatus in Europa. Zum Zeitpunkt des Zusammenbruchs der Sowjetunion war er als Oberst der GRU in Spanien, wo ihn der britische Auslandsgeheimdienst MI6 anwarb (Codename Forthwith). Im Laufe der Zeit übergab er dem MI6 das gesamte Telefon- und Mitarbeiterverzeichnis des GRU und enttarnte so hunderte Agenten.
Im Jahr 1999 oder 2000 verließ Skripal die GRU. Freunden erzählte er, er sei frustriert gewesen über die Korruption beim Nachrichtendienst. Anschließend arbeitete er für den ehemaligen Kommandeur der sowjetischen Streitkräfte in Afghanistan Boris Gromow. Während seiner Beschäftigung bei Gromow lehrte er auch an der Militärakademie des Verteidigungsministeriums der Russischen Föderation.
Im Dezember 2004 wurde er als Informant des MI6 entlarvt und in Russland verhaftet. Ihm wurde vorgeworfen, ab den 1990er-Jahren dem MI6 die Identitäten russischer Agenten in Europa verraten zu haben. Der russische Ankläger behauptete, der MI6 habe ihm dafür 100.000 US-Dollar gezahlt. 2006 wurde er von einem Moskauer Militärgericht in einem für die Medien weitgehend geschlossenen Prozess wegen „Hochverrats in Form von Spionage“ zu 13 Jahren in einem Arbeitslager verurteilt. Das Gericht entzog ihm sämtliche Titel und Auszeichnungen. Die Familie Skripals bestritt alle Vorwürfe des Geheimnisverrats gegen Sergei Skripal und bezeichnete sie als „fabriziert“. Einen Großteil seiner Strafe verbrachte Skripal in einem Arbeitslager in Mordwinien.
Im Juli 2010 begnadigte ihn der damalige russische Präsident Dmitri Medwedew. Skripal wurde zusammen mit drei weiteren westlichen Spionen (darunter der Atomphysiker Igor Sutjagin) gegen zehn vom FBI verhaftete russische Spione (darunter Anna Wassiljewna Chapman) ausgetauscht. Wladimir Putin drohte: „Die Verräter werden ins Gras beißen. Vertrauen Sie mir. Diese Leute haben ihre Freunde betrogen, ihre Waffenbrüder.“
Nach seiner Freilassung und Wiedervereinigung mit seiner Frau beschloss Skripal, sich in Salisbury niederzulassen, und lebte dort fortan unter seinem wirklichen Namen. Nach dem Anschlag auf Skripal wurde in der englischen Presse vermutet, dass er in jüngster Zeit Kontakte zu ehemaligen britischen Geheimdienstmitarbeitern benutzt habe, um für private Sicherheitsdienstleister freiberuflich zu arbeiten. Insbesondere wurde ihm eine Verbindung zum Sicherheitsunternehmen Orbis Business Intelligence Ltd. des ehemaligen MI6-Russlandexperten Christopher Steele nachgesagt, der durch ein Dossier über die Russlandverbindungen von Donald Trump bekannt wurde. Steele bestritt aber, dass Skripal Beiträge zu diesem Dossier geleistet habe.
Bereits 2012 starb Skripals Frau Ljudmila in Salisbury an einem Krebsleiden (Endometriumkarzinom), im Jahr 2016 dann Skripals in Russland lebender Bruder bei einem Autounfall. Im Jahr 2017 starb Skripals 43-jähriger Sohn bei einem Urlaub mit seiner Freundin in Sankt Petersburg. Als Todesursache wurde damals ein akutes Leberversagen angegeben; die Familie bezweifelte diese Diagnose. Frau und Sohn wurden auf einem Friedhof in Salisbury nahe dem Tatort beigesetzt, er war nach dem Anschlag auf Skripal und dessen Tochter Schauplatz umfangreicher Ermittlungen.
Das Nachrichtenmagazin Focus berichtete am 28. September 2018 unter Berufung auf einen ranghohen Mitarbeiter der NATO-Spionageabwehr Allied Command Counterintelligence (ACCI) in Mons, dass Skripal bis 2017 für vier Geheimdienste von NATO-Staaten gearbeitet habe. Demnach reiste Skripal 2012 auf Vermittlung des britischen Auslandsdienstes MI6 und in Begleitung von MI6-Beamten nach Tschechien. In Prag informierte Skripal die örtlichen Sicherheitsbehörden über aktive Spionagenetze der Russen. Einige russische Agenten kannte Skripal noch aus seiner aktiven Dienstzeit. Im Sommer 2016 habe Skripal dem estnischen Geheimdienst in Tallinn Informationen geliefert, die zur Enttarnung von drei aktiven russischen Geheimagenten geführt haben. Skripal habe auch mit dem spanischen Geheimdienst Centro Nacional de Inteligencia gearbeitet, dabei ging es um Kontakte der russischen Mafia an der Costa del Sol zu einflussreichen Politikern und Beamten in Moskau.
Laut Luke Hardings zitierten Passagen aus Mark Urbans Buch hatte sich Skripal nicht direkt gefährdet gefühlt, er sei sogar „in vielen Fragen“ ein Anhänger der Politik Wladimir Putins gewesen.

## Vergiftung

### Umstände
Am 4. März 2018 wurden Sergei Skripal und seine 33-jährige Tochter Julija, die am Vortag aus Russland zu Besuch gekommen war, bewusstlos auf einer Parkbank in Salisbury aufgefunden. Zuvor hatte Skripal sein Auto geparkt (13.40 Uhr), mit seiner Tochter einen Pub aufgesucht und gegen 14.20 Uhr eine Pizzeria betreten. Eine Stunde später verließen sie das Lokal, wohl um zurück zum Auto zu gehen. Um 16.20 Uhr entdeckten Passanten sie bewusstlos auf einer Parkbank an einer Grünanlage. Die Umstände ließen den Verdacht einer gezielten Vergiftung mit einer zunächst unbekannten Substanz aufkommen: In der Nowaja gaseta wies Julija Latynina darauf hin, dass ein möglicherweise so vorgesehener Mordanschlag alleine auf Sergei Skripal erfolgreich hätte sein können; der Verdacht einer Vergiftung trat für die behandelnden Ärzte auf der Intensivstation nur derart rasch in den Vordergrund, weil nicht nur ein älterer Herr, sondern auch eine junge Frau dieselben Symptome hatten.

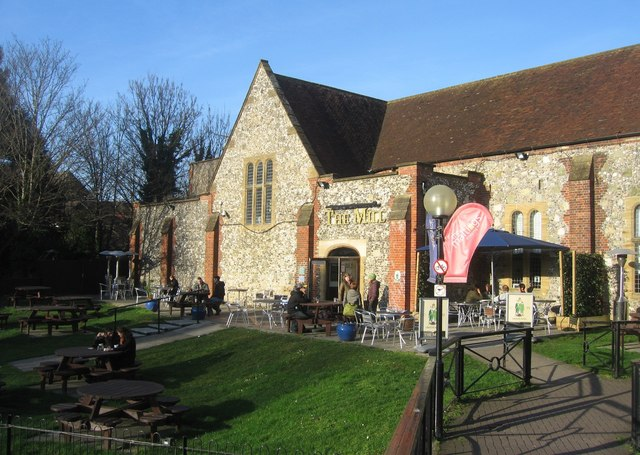
The Mill – das Pub in Salisbury, in dem Skripal und seine Tochter Spuren des Gifts hinterließen

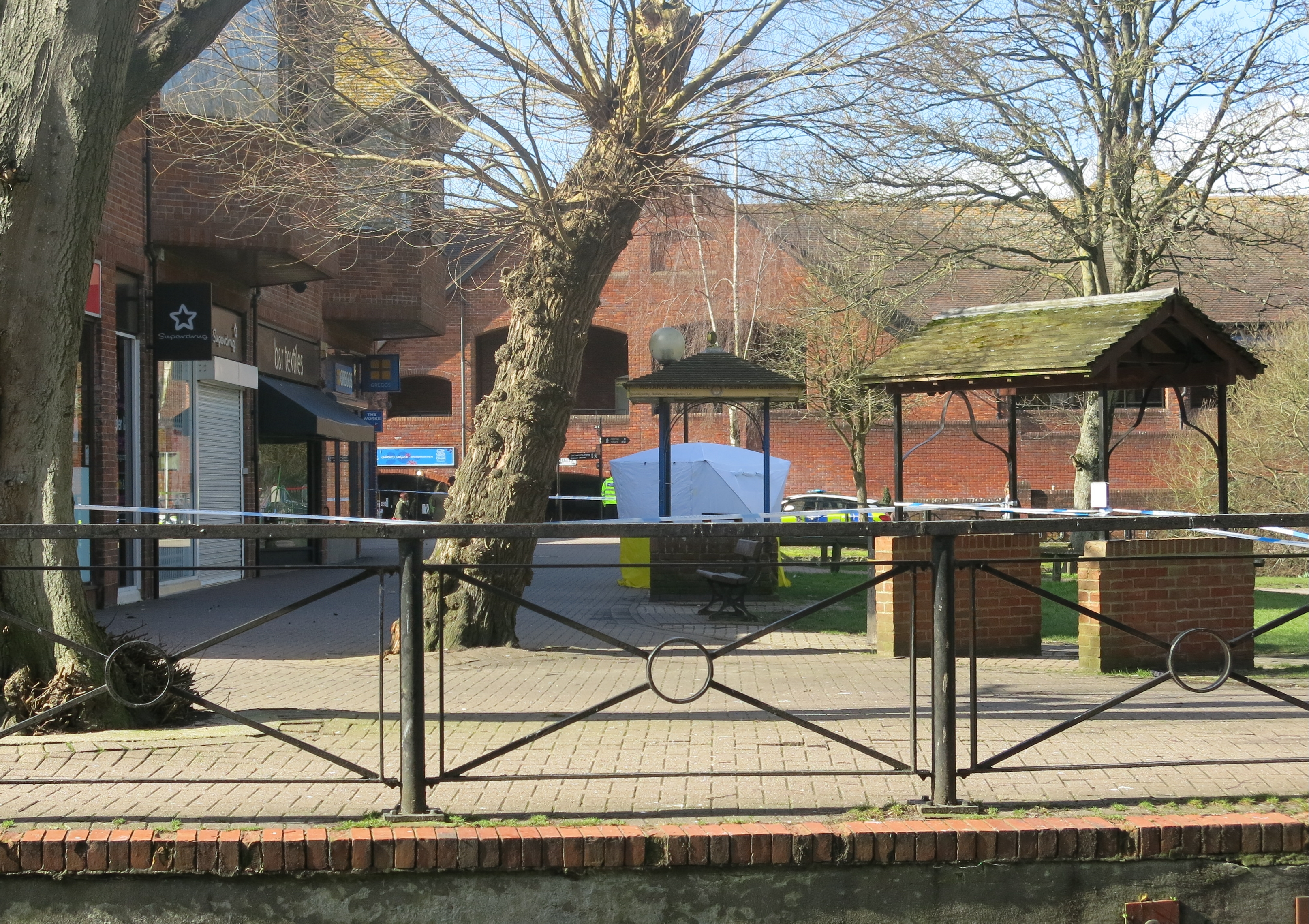
Zelt der forensischen Spurensicherung über der Bank, auf der die Skripals aufgefunden wurden

Am 7. März gaben die britischen Ermittler bekannt, dass Skripal und seine Tochter mit einem Nervenkampfstoff vergiftet worden waren. Die Ermittler hätten den genauen Kampfstoff identifiziert, veröffentlichten ihn aber zunächst nicht, bis auf die Information, dass es sich um ein extrem seltenes Gift handele. Die Verwendung eines Nervengiftes, das gewöhnlich nur in militärischen Labors aufbewahrt wird, wurde als ein wichtiger Hinweis auf eine mögliche Beteiligung des russischen Staates gewertet.
Der stellvertretende Polizeipräsident, Paul Mills, konstatierte, dass bei 131 Personen, die möglicherweise mit dem Gift Kontakt gehabt hätten und die sich deshalb medizinisch untersuchen ließen, keine Symptome festgestellt wurden. Ein Intensivmediziner der behandelnden Klinik in Salisbury bestätigte, dass niemand außer den Skripals und Nick Bailey behandelt werden musste; der britische Polizist Nick Bailey war der Erste am Tatort gewesen.
Die britische Antiterroreinheit Counter Terrorism Command übernahm die Ermittlungen wegen der „ungewöhnlichen Umstände“ des Falls. Am 9. März 2018 wurden 180 Militärangehörige der Armee, der Royal Marines und der Royal Air Force zur Unterstützung der Untersuchungen nach Salisbury beordert. Darunter befanden sich Experten für chemische und biologische Waffen. Im Rahmen der Untersuchungen wurden auch die Gräber des Sohnes und der Ehefrau Skripals auf dem Friedhof von Salisbury abgesperrt. Bis zum 11. März wurden 200 Beweisstücke ausgewertet und mehr als 240 Zeugen befragt. Spuren des Nervenkampfstoffs wurden im örtlichen Pub The Mill sowie auf und um den Tisch in der Pizzeria gefunden, wo Skripal und seine Tochter zwei Stunden vor ihrem Zusammenbruch gesessen hatten. 500 Besucher des Restaurants und des Pubs wurden daraufhin vorsorglich aufgefordert, ihre Kleidung und Gegenstände wie Brillen, Taschen, Mobiltelefone und Schmuck zu waschen. Das Gesundheitsministerium äußerte die Befürchtung, dass längerfristiger Kontakt mit der Substanz (über Wochen und Monate) gesundheitliche Probleme verursachen könnte; es gebe aber keinen Grund zur Panik.
In der Porton-Down-Forschungseinrichtung wurde der eingesetzte Nervenkampfstoff identifiziert. Bei der Substanz handele es sich um ein militärspezifisches Nervengift der Nowitschok-Reihe. Premierministerin Theresa May beriet sich mit dem National Security Council (Nationalen Sicherheitsrat) über den Fall und verkündete am 12. März vor dem House of Commons, Russland sei „sehr wahrscheinlich“ für den Giftanschlag auf Skripal und seine Tochter verantwortlich. Entweder handele es sich um einen direkten Angriff des russischen Staates gegen Großbritannien, oder die russische Regierung habe die Kontrolle über ihren Nervenkampfstoff verloren, so May. Ob das verwendete Gift tatsächlich in Russland hergestellt wurde, konnten die Chemiker des britischen Militärlabors nicht nachweisen, doch stützte sich die Einschätzung auch auf Geheimdienstquellen und eine abgefangene Nachricht nach Russland nach dem Anschlag.
Laut Premierministerin May waren potentiell über 130 Menschen in Salisbury dem Nervengift ausgesetzt. Insgesamt wurden mehr als 50 Menschen in Krankenhäusern untersucht. Der Polizist Nick Bailey wurde nach drei Wochen aus dem Krankenhaus entlassen. Er sagte, sein Leben werde nach dem Kontakt mit dem Nervengift nie wieder so sein wie vorher.
Ende März gaben britische Untersuchungsbehörden bekannt, dass die höchste Giftkonzentration an der Eingangstür von Skripals Haus gemessen wurde. Das Gift könnte nach Einschätzung der Metropolitan Police möglicherweise als klebrige Substanz auf die Türklinke aufgebracht worden sein und so auf die Hände der Opfer gelangt sein, von wo aus das Gift an die später besuchten Orte verschleppt wurde.

### Genesung von Julija und Sergei Skripal
Am 29. März 2018 berichteten die britischen Behörden, dass sich der medizinische Zustand von Julija Skripal deutlich verbessert habe. Sie sei wach und man könne sich mit ihr unterhalten. Eine Woche später verbesserte sich auch der Zustand ihres Vaters, der laut Ärzten nun nicht mehr in kritischem Zustand war und gut auf die Behandlung ansprach. Am 10. April wurde bekannt, dass Julija Skripal aus dem Krankenhaus entlassen worden war und „an einen sicheren Ort“ gebracht worden sei. Ihr Vater wurde am 18. Mai 2018 aus der Klinik entlassen. Sergei und Julija Skripal befanden sich nun an einem geheimen Ort in Großbritannien und standen unter dem Schutz des britischen Staates.
Die deutliche Verbesserung des Zustandes der Patienten überraschte die behandelnden Ärzte. Sie hatten zunächst gedacht, dass diese die Vergiftung nicht überleben würden. Laut Stephen Jukes, Facharzt auf der Intensivstation des Krankenhauses in Salisbury, hatten die Ärzte neue Ansätze bekannter Behandlungen angewandt, mit internationaler Kooperation und auch mit Unterstützung des nur 5 km entfernten Chemiewaffenforschungszentrums Porton Down. Zuverlässige Prognosen zu möglichen dauerhaften Folgeschäden bei Sergei und Julija Skripal sind mangels Erfahrungen mit Nowitschok-Vergiftungen nicht möglich.
Am 22. Mai gab Julija Skripal eine Erklärung ab: Sie dankte den Mitarbeitern des Spitals und gab an, ohne Details zu nennen, dass die Behandlung invasiv, schmerzhaft und bedrückend gewesen sei. Trotzdem und trotz der sichtlichen Gewichtsabnahme und einem Loch im Hals machten in Russland Spott und Häme über die Genesung selbst bei einem Politanalysten die Runde. In Russland wurde vom Statement Julija Skripals besonders der Abschnitt betont, wonach sie „eines Tages“ in ihre Heimat zurückkehren wollte.
Der Metropolitan Police Service verbreitete eine Mitteilung, laut der Julija Skripal den Kontakt zur russischen Botschaft und zu ihrer Cousine Wiktorija in Russland ablehnte. Wiktorija Skripal hatte, ohne näheres Wissen in der Angelegenheit, die britischen Angaben zum Tathergang angezweifelt und offen die Position Moskaus unterstützt. Sie trat damit in zahlreichen Talkshows auf und wurde deshalb von vielen als eine „Marionette“ der russischen Regierung angesehen. Im Juli 2018 sprach die BBC mit Wiktorija Skripal. Es stellte sich heraus, dass diese Anfang April einen Vertrag mit der Produktionsgesellschaft einer populären Talkshow des staatlichen Fernsehsenders Perwy kanal eingegangen war, in dem ihre bezahlten Auftritte vereinbart wurden. Nach dieser Veröffentlichung bestritt sie schlicht, von der BBC interviewt worden zu sein. Sergei Skripal ärgerte sich über die Propaganda seiner Nichte zugunsten der russischen Regierung. Bei seinem ersten Telefonat mit ihr nach dem Anschlag sagte er ihr im April 2019, sie solle sich nicht mehr öffentlich einmischen.

### Folgevorfall
Am 30. Juni 2018 kam es zu einem Vorfall in der nahe Salisbury gelegenen Stadt Amesbury. Ein britisches Paar im Alter von 44 und 45 Jahren kam mit einer vom britischen Militär als Nowitschok identifizierten Substanz in Kontakt. Zunächst wurde der Rettungsdienst gerufen, als die Frau in ihrer Wohnung mit Schaum vor dem Mund kollabierte, bald darauf fiel auch der Mann in Ohnmacht. Am Tag zuvor waren sie in Salisbury gewesen. Beide wurden mit einer lebensgefährlichen Vergiftung im Krankenhaus behandelt, an der die Frau am 8. Juli 2018 starb. Es war zunächst unklar, wie sie mit dem Gift in Kontakt kamen, sie waren aber als Paar mit Drogenproblemen bekannt dafür, vieles, auch Zigarettenstummel, zwecks Konsums aufzuheben oder Abfall zu durchsuchen. Das Gift wurde schließlich in einer kleinen Parfüm-Flasche im Haus der Opfer gefunden. Der Mann gab an, die Flasche am 27. Juni 2018 im Abfalleimer des Geschäftes eines Wohltätigkeitsvereins gefunden zu haben. Die mit den Ermittlungen betrauten Behörden konnten den Verbleib der Flasche zwischen Anfang März und 27. Juni bislang nicht klären (Stand 26. September 2019).

### Giftstoff
Der Chemiker Wil Mirsajanow, der bei der Entwicklung des Kampfstoffes und dessen Enthüllung mitgewirkt hatte, hielt fest, dass es keine Restbestände aus Sowjetzeiten geben könne, weil diese längst zerfallen wären. Für die Opfer erwartet er aufgrund persönlicher Erfahrung, dass sie nie mehr gesund werden und innerhalb weniger Jahre sterben. Er selbst habe den Stoff ja gerade deshalb öffentlich gemacht, um zu verhindern, dass er je eingesetzt werde.
Der deutsche Bundesnachrichtendienst hatte schon mehr als 20 Jahre zuvor eine Probe des Gifts aus Russland geschmuggelt und analysieren lassen. Das Wissen wurde an die westlichen Verbündeten weitergegeben und ein Journalist des Nachrichtenmagazins Der Spiegel spekulierte, diese Erkenntnisse könnten russische Verschwörungstheorien über die Herkunft des Giftes im Fall Skripal befördern. Im Zuge dieser Entwicklung wurde auch bekannt, dass andere NATO-Staaten seit Mitte der 1990er-Jahre bereits über detaillierte Kenntnisse zum Kampfstoff Nowitschok verfügten. Ein Journalist des Nachrichtenmagazins Der Spiegel meinte deshalb, die Existenz der BND-Probe in den 1990er-Jahren widerspräche der Behauptung Großbritanniens, der Kampfstoff könne nur aus Russland kommen. Dass Russland das einzige Land sei, das Nowitschok herstellen könne, war jedoch nie behauptet worden.
Am 3. April 2018 hatte Gary Aitkenhead, Chief Executive des Defence Science and Technology Laboratory (DSTL) in Porton Down erklärt: „Wir waren in der Lage, es als Nowitschok zu identifizieren, und konnten feststellen, dass es sich um ein militärisches Nervengift handelt. Wir konnten jedoch die genaue Quelle nicht identifizieren. Wir haben die wissenschaftlichen Informationen allerdings der Regierung zur Verfügung gestellt, die dann eine Reihe anderer Quellen benutzt hat, um die Schlussfolgerungen, zu denen sie gekommen ist, zusammenzufassen.“ Die Frage, ob in Porton Down Nowitschok jemals hergestellt oder gelagert wurde, ließ Aitkenhead unkommentiert. Er wies aber russische Anschuldigungen zurück, die Giftstoffe hätten aus seinem Labor stammen können, und betonte stattdessen: „Keinesfalls hätte so etwas von uns kommen oder die vier Wände unserer Einrichtung verlassen können.“
Am 8. April erschienen Berichte mit Bezug auf Sicherheits- und Geheimdienstkreise, nach denen eine speziell entwickelte, erst nach vier Stunden wirksame Formulierung der Nowitschok-Gruppe verwendet worden sei, um den Tätern genügend Zeit zur Flucht zu lassen. Diese sei als geruchloses Gel an der Türklinke angebracht worden, die von Sergei und Julija Skripal gegen 11.30 Uhr bei ihrer Rückkehr vom Friedhofsbesuch berührt worden war. Skripal sei zuvor zwei Wochen lang beobachtet worden, um den passenden Zeitpunkt für den Anschlag festzulegen. Außerdem seien am 3. und 4. März von der britischen Aufklärungsstation Ayios Nikolaos Station auf Zypern Nachrichten an einen „Offiziellen“ in Moskau unter anderem mit Inhalt „das Paket wurde geliefert“ und „die beiden hatten einen erfolgreichen Abgang“ abgefangen worden. Dies habe zusammen mit anderen Erkenntnissen Premierministerin May dazu veranlasst, am 12. März Russland als „höchstwahrscheinlich verantwortlich“ für den Anschlag zu bezeichnen.

### Tatverdächtige
Am 5. September 2018 erhob die britische Justiz Anklage gegen zwei russische Staatsbürger wegen der Verschwörung zum Mord, Mordversuches in drei Fällen und Verstoßes gegen den „Chemical Weapons Act“. Die Russen waren mit echten russischen Identitätsdokumenten mit falschen Namen eingereist. Nach Medienberichten waren die Passnummern fortlaufend oder ähnlich und als Namen Alexander Petrow und Ruslan Boschirow eingetragen gewesen, nach einem Bericht der britischen Tageszeitung Telegraph waren die echten Namen der Russen den britischen Behörden bekannt. Es wurde ein europäischer Haftbefehl gegen beide erwirkt. Die britischen Behörden gaben an, die beiden Männer seien Angehörige des russischen Militärgeheimdienstes GRU. Sie seien am 2. März per Linienflugzeug aus Moskau in Gatwick angekommen, hätten am 3. März die Umgebung in Salisbury erkundet und mutmaßlich am 4. März den Giftanschlag verübt. Bei ihren Bewegungen waren sie mehrfach von Videoüberwachungskameras gefilmt worden. Später hätten sie den Zug nach Heathrow genommen und England am 4. März um 22.30 Uhr mit einem Flug Richtung Moskau verlassen. Sie hatten zwei Rückflüge gebucht, einen weiteren am folgenden Morgen. In ihrem Hotelzimmer in London konnten chemische Hinweise auf Nowitschok gesichert werden.
Präsident Wladimir Putin erklärte am 12. September überraschend persönlich, die beiden den Behörden bekannten „Privatpersonen“ sollten sich doch am besten selber erklären. Am folgenden 13. September erklärten die Beschuldigten während eines 25 Minuten langen Interviews mit der Chefredakteurin Margarita Simonjan des staatlichen Auslandssender RT, sie seien nach England gereist, um die Kathedrale von Salisbury, Old Sarum und Stonehenge zu besichtigen, also als Touristen. Bei den Visa handelte es sich jedoch um Geschäftsvisa, dies obschon keiner der beiden Geschäftsbeziehungen nach England hatte. Es wurde nach Bekanntwerden der Einreisen ein Maulwurf im sehr restriktiven britischen Visavergabeverfahren vermutet, wobei ein Angestellter eines IT-Auftragnehmers vom russischen Inlandsgeheimdienst FSB durch willkürliche Verhaftungen seiner schwangeren Ehefrau erpresst worden sein soll.
Sie hätten kein Gift bei sich gehabt oder eine Straftat begangen, versicherten die mutmaßlich Tatverdächtigen. Sie hätten nicht gewusst, wer Skripal sei oder wo er wohnte. Sie seien in der Fitnessindustrie tätig. Der unbeholfen und konstruiert wirkende Auftritt der beiden angeblichen Touristen im Staatsfernsehen überzeugte jedoch auch viele kritische russische Zuschauer nicht. Beispielhaft wurde ein früherer KGB-Offizier in einem Bericht der BBC namentlich zitiert, dass es seiner Ansicht nach „klar besser für die beiden gewesen wäre, wenn sie den Mund gehalten hätten“. Nach dem Interview sei er nun überzeugt, dass es sich bei ihnen um Spione handelte. Er könne nicht verstehen, wie es zu der Fehlentscheidung gekommen sei, die beiden im Fernsehen auftreten zu lassen. Dies spreche für einen Verlust an Realitätssinn in der Führung. Nicht nur in den sozialen Medien Russlands waren vielfach Witze über das Ereignis zu lesen, sogar kremltreue Komiker im staatlichen Fernsehen machten sich darüber lustig.
Ein dritter Tatverdächtiger war den britischen Behörden offenbar ebenfalls bekannt gewesen, die Gründe, warum der an denselben Tagen allein reisende Mann (mit dem Namen Sergej Fedotow in seinem Pass) nicht mit den anderen beiden genannt worden war, blieben vorerst unbekannt. Am 26. Februar 2019 berichtete der Deutschlandfunk über weitere Rechercheergebnisse von Bellingcat und anderen Medien, welche die Identität eines dritten Tatverdächtigen namens Denis Sergejew betreffen.

### Namentliche Identifizierung der mutmaßlichen Täter
Das investigative Recherchenetzwerk Bellingcat fand gemeinsam mit Rechercheuren der russischen Internetzeitung The Insider heraus, dass die Pässe im Jahr 2009 ausgestellt worden seien. Davor seien die Männer in keiner Passdatenbank zu finden, was ungewöhnlich sei. Ein Dokument des russischen Innenministeriums, das die Ausstellung eines neuen Passes auf den Namen „Alexander Ewgenewitsch P.“ dokumentierte, enthalte das Foto und einige persönliche Daten eines der Tatverdächtigen im Fall Skripal. Auf dem Dokument befinde sich zudem der Stempel „сведений не давать 195-79-66“ (dt. „keine Auskunft geben 195-79-66“) und die handschriftliche Ergänzung „с.с. совершенно секретно“ (dt. „streng geheim“). Dies sei ein typischer Vermerk in den Pässen von Geheimdienstmitarbeitern. Laut der Nowaja gaseta handelt es sich bei der Ziffernfolge 195-79-66 um eine Telefonnummer aus der Vermittlungsstelle 195 in Moskaus nördlichem Verwaltungsbezirk, wo sich das russische Verteidigungsministerium und die Hauptzentrale des Militärgeheimdienstes GRU auf dem Chodynkafeld befindet. Journalisten von The Independent, ABC News und The Observer riefen daraufhin unter der Nummer an und erreichten das russische Verteidigungsministerium. Am darauffolgenden Tag veröffentlichte das russische Recherchekollektiv Проект die Dokumente des anderen Tatverdächtigen Ruslan Boschirow. Das Dokument enthält die gleichen Auffälligkeiten und Vermerke wie die Dateien von Alexander Petrow.
Am 26. September identifizierte Bellingcat einen der Tatverdächtigen und veröffentlichte seinen angeblich echten Namen und Details seiner nachrichtendienstlichen Laufbahn. Demnach handelt es sich bei „Ruslan Boschirow“ um den GRU-Geheimagenten Anatoli Wladimirowitsch Tschepiga, geboren 1979 nahe der Grenze zu China in der Oblast Amur. Zwei angebliche Insider aus europäischen Sicherheitskreisen mit Kenntnis der Skripal-Ermittlungen bestätigten der Nachrichtenagentur Reuters, die Angaben seien zutreffend. Mit 18 Jahren wechselte Tschepiga auf eine Eliteschule für Marinesoldaten und Speznas-Offiziere, die er 2001 mit Auszeichnung verließ. Im Anschluss diente er in der 14. Speznas-Brigade in Chabarowsk. Sein Alter Ego „Ruslan Boschirow“ erhielt er zwischen 2003 und 2010 und unter diesem Namen wurde er nach Moskau versetzt. Für seinen Einsatz im russisch-ukrainischen Krieg wurde er im Dezember 2014 mit der höchsten Ehrung des Landes ausgezeichnet, dem Helden der Russischen Föderation, „sehr wahrscheinlich“, kenne Präsident Putin Tschepiga, weil er in der Regel solche Auszeichnungen persönlich übergebe. Die Auszeichnung wurde auf der Website seiner ehemaligen Militärschule bekannt gegeben, jedoch keine Details zu seiner Mission genannt außer dem Vermerk „per Dekret des russischen Präsidenten“. Russische Journalisten und später auch Reporter der BBC und der Washington Post befragten daraufhin die Bewohner des Dorfes Beresowka in der Oblast Amur, wo die Familie Tschepiga wohnhaft war. Die Befragten erkannten Antoli Tschepiga äußerlich und an seiner Stimme. Im Dorf war bekannt, dass Tschepiga in geheimer Mission in Kriegsgebieten im Einsatz war.
Am 8. Oktober 2018 gab Bellingcat auf ihrer Webseite bekannt, dass auch der zweite Tatverdächtige namentlich identifiziert worden sei. Demnach handelte es sich um den Militärarzt Alexander Jewgenjewitsch Mischkin, der Angestellter der GRU sei. Mischkin sei 1979 im Ort Loyga in der Oblast Archangelsk geboren und während seines Medizinstudiums 2010 durch die GRU in Moskau rekrutiert worden. Dort habe er seine undercover-Identität ‚Alexander Petrov‘ erhalten. Unter dieser neuen Identität sei er in den Jahren von 2011 bis 2018 vielfach in die Ukraine und in die selbsterklärte Republik Transnistrien gereist. Er sei auch während des Euromaidan im Dezember 2013 in Kiew gewesen. Die NZZ erwähnte Aussagen von Experten, welche das Beisein eines Arztes wie Mischkin bei einer solchen Aktion für unabdinglich hielten, dies, um einerseits einen wirksamen Einsatz der Chemikalie, andererseits die Sicherheit der Anwender sicherzustellen. Ein Journalist des Insiders suchte sein Heimatdorf auf, wo ihn mindestens sieben Einwohner anhand eines Fotos der britischen Polizei identifizierten. Seine Großmutter hatte nach Angaben ihrer Nachbarn ein Foto, auf dem Mischkin von Putin persönlich die Auszeichnung „Held der Russischen Föderation“ überreicht erhalten hatte. Mischkin habe die Auszeichnung für einen Einsatz in Verbindung mit der Ukraine erhalten.
Tatbeteiligt war nach weiteren Recherchen von Tamedia, The Insider und Bellingcat auch Egor Gordienko, der 2015 bei den zwei Anschlägen in Bulgarien auf den Waffenhändler Emilian Gebrew beteiligt gewesen sei. Denis Sergejew war demnach der Name des vierten namentlich identifizierten Agenten, der sich unter dem Namen Sergei Fedotow vom 2. bis 4. März 2018 in einem Londoner Hotel einquartiert hatte und von dort die Aktion mutmaßlich leitete. Die drei Agenten, welche zur Ausführung nach Großbritannien reisten, waren vor dem Anschlag mehrfach nach Genf gereist, wo Gordienko seit 2017 als Diplomat bei der Welthandelsorganisation akkreditiert war. Er hatte aufgrund der Akkreditierung bis 2020 auch seine Familie mitgebracht und war für die Escalade de Genève im Dezember 2018 angemeldet, kam jedoch nach einer Reise nach Moskau im Oktober, kurz nach den ersten Enthüllungen von Bellingcat, nicht mehr in die Schweiz zurück. Die Familie folgte ihm wenig später. Am 21. September 2021, fast 3 ½ Jahre nach dem Giftanschlag, gaben die britischen Ermittlungsbehörden bekannt, dass Denis Sergejew als ein mutmaßlicher höherer Mitarbeiter der GRU-Einheit 29155 dringend tatverdächtig sei, den Anschlag koordiniert zu haben.

## Reaktionen

### Russland
Russische Medien berichteten am Abend des 5. März 2018 unkommentiert über den Vorfall, wobei sie sich auf die zum Zeitpunkt vorliegende Meldung der BBC bezogen. Ab dem 7. März 2018 gab es dann eine Vielzahl von Kommentaren. Die staatlich kontrollierten Medien bestritten rundheraus, dass Russland in den Vorfall verwickelt sein könnte, und bezeichneten die ganze Aufregung als anti-russische Hysterie. Ein Sprecher des regierungstreuen Perwy kanal sprach dennoch eine kaum verhohlene Warnung an „Verräter“ mit direkter Verhöhnung des Opfers aus; auf die ebenfalls betroffene Tochter Skripals ging er nicht ein. Der Fall solle eine Warnung an alle jene sein, die eine ähnliche Karriere als Verräter anstrebten; nur wenige dieser Verräter hätten in der Vergangenheit ein hohes Alter erreicht. Außerdem sollten derartige Verräter besser nicht Großbritannien als Lebensschwerpunkt wählen. Irgendetwas sei seltsam dort. Vielleicht das Klima, aber es hätten sich in den letzten Jahren zumindest viele eigenartige Vorkommnisse mit schwerwiegendem Ausgang ereignet, eine Aussage, die der russische Botschafter in Irland, Juri Filatow, ganz ähnlich tätigte.
Der britische Botschafter in Moskau wurde einbestellt. Ihm wurde erklärt, dass Russland der Forderung von Premierministerin May nach einer zufriedenstellenden Erklärung des Anschlags nicht nachkommen werde.
Die Ereignisse fielen in das Vorfeld der Präsidentschaftswahl in Russland. Am 13. März 2018 erklärte Außenminister Sergei Lawrow, die Anschuldigungen gegen Russland seien „Unsinn“ und Russland sei in dem Fall „unschuldig“. Zur Zusammenarbeit sei Russland nur dann bereit, wenn die britische Regierung entsprechend den Regeln der Chemiewaffenkonventionen Russland Zugang zu den Nervengift-Proben gewähre, was diese laut Lawrow verweigert habe.
In einer Rede zu seiner Wiederwahl zum russischen Präsidenten am 18. März bezeichnete Wladimir Putin den Vorwurf, Russland habe einen Ex-Agenten in Großbritannien vergiftet, ebenfalls als „Unsinn“, später als „gegenstandslos“ und bot Russlands Kooperation bei den Ermittlungen an. Am gleichen Tag dankte sein Wahlkampfsprecher Andrej Kondraschow ironisch der britischen Regierung: Sie habe geholfen, Wähler im Zentrum der Macht zu versammeln und für Putin zu mobilisieren.
Am 31. März sandte die Botschaft der Russischen Föderation in London dem Außenministerium Großbritanniens eine Note mit einer Liste von Fragen an die britische Seite hinsichtlich des „Falls der Skripals“. Beispielsweise wollten sie wissen, warum das Nervengift im Fall Skripal, bei dem die Übertragung des Gifts nach Mitteilungen der Polizei Stunden vor dem Zusammenbruch der Opfer erfolgte, nicht wie üblich sofort wirkte und wie die britische Regierung das Nervengift so schnell als Nowitschok identifizieren konnte. Die russische Seite warf der britischen Regierung vor, dass Beschuldigungen erhoben und einschneidende diplomatische Maßnahmen ergriffen worden seien, obwohl die britische Polizei nach eigenen Angaben noch Monate für die Aufklärung benötige. Außerdem verlangen sie Zugang zur wieder ansprechbaren Julija Skripal, die russische Staatsbürgerin ist.
Am selben Tag übermittelte die russische Botschaft in Paris eine Note mit einer Liste von Fragen an das Außenministerium Frankreichs, am 1. April sandte die Ständige Vertretung der Russischen Föderation bei der OPCW dem Technischen Sekretariat der Organisation eine Liste von Fragen.
Russlands UN-Botschafter Wassili Nebensja beraumte in New York eine Dringlichkeitssitzung des UN-Sicherheitsrats an.
Die NZZ schrieb am 12. September, die russische Regierung habe die Briten ständig aufgefordert, Russland in die Ermittlungen einzubeziehen. „In Wirklichkeit aber verweigerte Moskau die Zusammenarbeit.“
Anfang Oktober 2018 bezeichnete Putin Skripal öffentlich als Landesverräter und „Dreckskerl“.
Am 22. August 2022 machte die RT-Chefredakteurin Margarita Simonowna (Margarita Simonjan) eine Anspielung auf die lächerliche Reisebegründung der damaligen Täter, um mutmaßlich für einen weiteren Anschlag zu werben, dies auf die angebliche Täterin des Anschlags auf Daria Dugin. Mit dieser Anspielung suggerierte sie nach allen Dementis eine Beteiligung Russlands am Giftanschlag in Salisbury.

### Großbritannien
Im Vereinigten Königreich kamen schnell Erinnerungen an den 1978 in London bei einem Regenschirmattentat vergifteten Schriftsteller Georgi Markow sowie den Fall des 2006 von FSB-Agenten ebenfalls in London vergifteten Überläufers Alexander Litwinenko auf.
Am 6. März 2018 reichte die Unterhaus-Abgeordnete Yvette Cooper (Labour) eine Eingabe bei der britischen Innenministerin Amber Rudd ein, in der die Regierung zur Nachuntersuchung von 14 Todesfällen von russischen Emigranten in der Vergangenheit im Vereinigten Königreich aufgefordert wurde. Die britische Polizei hatte die Todesfälle als unverdächtig eingestuft, von US-Stellen waren sie jedoch als potentiell verdächtig bewertet worden.
Am 12. März 2018 erklärte die britische Premierministerin Theresa May im Parlament in London, dass für das Attentat auf Skripal „höchstwahrscheinlich“ Russland verantwortlich sei; dies habe eine Analyse des verwendeten Gifts ergeben. Das Foreign and Commonwealth Office bestellte den Botschafter Russlands wegen des Giftanschlags ein, um eine Erklärung gegenüber der OPCW abzugeben. Sollte Russland bis zum Ablauf des 13. März – so ihr Ultimatum – keine „glaubwürdige Antwort“ geben, werde das Vereinigte Königreich den Angriff als eine rechtswidrige Gewaltanwendung (vgl. allgemeines Gewaltverbot) durch Moskau auffassen, sagte May.
Am 14. März verfügte die Regierung Großbritanniens die Ausweisung von 23 russischen Diplomaten (siehe Persona non grata). Premierministerin May erklärte dazu, dass Russland „totale Verachtung“ für die Ermittlung gezeigt und keine Erklärung für das nicht deklarierte chemische Waffenprogramm geliefert habe, das gegen internationales Recht verstoße. Am 17. März wies die russische Regierung 23 britische Diplomaten aus.
Der britische Außenminister Boris Johnson sagte am 19. März, dass die russischen Dementis zunehmend absurd seien. Es sei die „klassische russische Strategie, die Nadel der Wahrheit in einem Heuhaufen von Lügen und Verschleierung zu verstecken“. Russland hatte zunächst erklärt, dass es Nowitschok nicht hergestellt habe. Später hieß es, dass Russland das Nervengift zwar hergestellt, aber die Bestände vernichtet habe. Noch später erklärte Russland, dass einige Bestände möglicherweise in die Hände europäischer Staaten und Amerikas gelangt seien.
Ende März 2018 verschärfte der britische Verteidigungsminister Gavin Williamson noch einmal den Ton gegenüber Russland, machte Putin persönlich für den Anschlag verantwortlich und nannte sein Verhalten „bösartig“. Williamson sieht im Verhalten Russlands eine neue Ära der Kriegführung, indem er auch die Verbindung zu Cyberattacken der vergangenen Jahre schlug, die auf russische Quellen zurückverfolgt werden könnten. Ziel der russischen Regierung unter Putin sei es, andere Länder systematisch zu unterminieren.
In einem Brief an den NATO-Generalsekretär Jens Stoltenberg vom 13. April 2018 fasste der britische nationale Sicherheitsberater Mark Sedwill die britische Überzeugung zusammen, dass Russland hinter dem Attentat stehe. Er stellte eine Verbindung her zu anderen Attentaten wie das auf Alexander Litwinenko 2006, für das er den russischen Geheimdienst FSB mit hoher Wahrscheinlichkeit verantwortlich machte und Präsident Putin. Sedwill verwies auf Geheimdienstinformationen, nach denen der E-Mail-Verkehr zwischen Julija Skripal und ihrem Vater seit 2013 vom russischen Militärnachrichtendienst GRU überwacht worden sei und dass in den russischen Geheimdiensten seit den 2000er-Jahren ein Programm bestehe, chemische Kampfstoffe für Attentate zu benutzen, darunter auch auf präparierten Türklinken.

### Tschechien
Tschechien wies wie Schweden die russischen Anschuldigungen von Mitte März scharf zurück.
Am 3. Mai 2018 äußerte der als russlandfreundlich bekannte tschechische Präsident Miloš Zeman abends via Fernsehsender Barrandov, dass laut einem neuen Bericht des tschechischen Militärnachrichtendienstes im November 2017 in einem militärischen Forschungsinstitut in Brünn (VTÚO Brno jetzt VVÚ) ein Experiment mit Nowitschok A-230 stattgefunden hätte. Bei der Vergiftung von Skripal und Tochter dürfte es sich laut Zeman jedoch um die Substanz A-234 gehandelt haben.
Die Opposition warf Zeman vor, mit seiner gemäß NZZ „kalkulierten“ Aussage dem Kreml und dessen „Lügenpropaganda“ zu dienen, in der nur der Russland nützliche Teil der Aussagen Zemans dankbar aufgenommen wurde. Dass in Tschechien von der OPCW bewilligte Versuche stattgefunden hatten, war ohnehin seit März bekannt gewesen. Es gab jedoch nie Hinweise darauf, woher das in Salisbury verwendete Nowitschok stammen könnte.

### Weitere internationale Reaktionen
| Land                   | Zahl |
| ---------------------- | ---- |
| Albanien               | 2    |
| Australien             | 2    |
| Belgien                | 1    |
| Dänemark               | 2    |
| Deutschland            | 4    |
| Estland                | 1    |
| Finnland               | 1    |
| Frankreich             | 4    |
| Irland                 | 1    |
| Italien                | 2    |
| Kanada                 | 4    |
| Kroatien               | 1    |
| Lettland               | 2    |
| Litauen                | 3    |
| Mazedonien             | 1    |
| Moldau                 | 3    |
| Montenegro             | 1    |
| Niederlande            | 2    |
| Norwegen               | 1    |
| Polen                  | 4    |
| Rumänien               | 1    |
| Schweden               | 1    |
| Spanien                | 2    |
| Tschechien             | 3    |
| Ukraine                | 13   |
| Ungarn                 | 1    |
| Vereinigtes Königreich | 23   |
| Vereinigte Staaten     | 60   |

In einer gemeinsamen Erklärung vom 15. März 2018 verurteilten die Regierungen Frankreichs, Deutschlands, der Vereinigten Staaten und des Vereinigten Königreichs „die erste offensive Verwendung von Nervenkampfstoffen in Europa seit dem Zweiten Weltkrieg“ und nannten dies einen Anschlag auf die Souveränität Großbritanniens. Es gebe zur Verantwortung Russlands für diesen Anschlag „keine andere alternative glaubwürdige Erklärung“.
NATO-Generalsekretär Jens Stoltenberg sah am selben Tag den Anschlag auf Skripal „vor dem Hintergrund des Musters eines rücksichtslosen russischen Verhaltens seit vielen Jahren“. Dies reiche von der Annexion der Krim über die Unterstützung der Separatisten in der Ostukraine und die russische Militärpräsenz in Moldau (Transnistrien) sowie Georgien (Südossetien und Abchasien) bis zur Einmischung in Montenegro und anderen Staaten des westlichen Balkan. Hinzu komme eine russische Aufrüstung von Nordeuropa bis zum Nahen Osten. Russland verwische zudem in seiner Militärdoktrin auf gefährliche Weise die Grenzen zwischen konventioneller und nuklearer Kriegsführung.
Am 19. März verurteilten die Außenminister der EU den Giftanschlag scharf. Sie nähmen die britische Annahme ernst, dass wohl Russland hinter dem Anschlag stecke.
Am 22. März 2018 äußerte EU-Ratspräsident Donald Tusk nach Beratungen beim EU-Gipfel in Brüssel, man stimme mit der britischen Regierung darin überein, dass Russland mit hoher Wahrscheinlichkeit die Verantwortung für den Anschlag in Salisbury trage.
Am 23. März 2018 beorderte die EU ihren Botschafter Markus Ederer aus Moskau für Konsultationen zurück nach Brüssel. Am 26. März 2018 gab die Pressesprecherin des Außenministeriums der Vereinigten Staaten, Heather Nauert bekannt, dass die Vereinigten Staaten insgesamt 60 russische Bedienstete ausweisen werden, unter anderem aufgrund der Verletzung der Chemiewaffenkonvention. 48 davon seien zuvor für eine bilaterale Mission mit den Vereinigten Staaten eingeteilt gewesen, weitere 12 seien Geheimagenten der Ständigen Vertretung der Russischen Föderation bei den Vereinten Nationen. Außerdem wurde die Regierung der Russischen Föderation dazu aufgefordert, das russische Generalkonsulat in Seattle (Washington) bis zum 2. April 2018 zu schließen. Insgesamt wiesen weltweit 27 Staaten aus Solidarität mit Großbritannien russische Diplomaten aus, darunter 18 EU-Länder.
Die NATO wies sieben Mitarbeiter der russischen Vertretung bei der NATO aus.
Die US-Regierung kündigte in August 2019 weitere Sanktionen gegen Russland an. Man werde sich gegen die Verlängerung jeglicher Kredite sowie gegen die finanzielle und technische Unterstützung für Russland durch internationale Finanzinstitutionen stellen. Eingeschränkt werde auch Russlands Zugang zu Geschäften mit US-Banken. Zu dem Schritt wurde Präsident Donald Trump „durch einen Brief beider Parteien, unterzeichnet von den Leitern des Außenausschusses im Repräsentantenhaus“, dem Demokraten Eliot Engel und dem Republikaner Michael McCaul, bewegt. Sie drängten darauf, „Russland für seinen unverhohlenen Einsatz von Chemiewaffen in Europa zur Verantwortung zu ziehen“. Die Russland-Sanktionen wurden als eines der wenigen Themen angesehen, wo sich Republikaner und Demokraten noch miteinander verständigen können.
Ende März wies Deutschland vier russische Diplomaten im Rahmen der Skripal-Affäre aus und bekundete nach den Worten des Außenministers Heiko Maas damit Solidarität mit Großbritannien. Fakten und Indizien würden nach Maas auf Russland weisen. Das Auswärtige Amt bemängelte eine mangelnde Unterstützung Russlands zur Aufklärung der Affäre und verwies zur Begründung der Ausweisung außerdem auf jüngste Hackerangriffe auf den Deutschen Bundestag, für die russische Quellen verantwortlich gemacht wurden.
Am 6. Juni 2018 bestätigte die deutsche Bundesregierung dem Parlamentarischen Kontrollgremium des Bundestages, keinerlei gerichtsfeste Beweise für eine Verantwortung Russlands zu haben. Aus London sei bisher lediglich die Information gekommen, dass es sich bei dem verwendeten Gift um Nowitschok handelte. Darüber hinaus gebe es aber keine Beweise, dass das eingesetzte Gift aus Russland stamme. Die Bundesregierung erklärte ebenfalls, dass auch die deutschen Nachrichtendienste bis zu dem Zeitpunkt keine eigene Erkenntnisse hätten gewinnen können, dass Russland verantwortlich sein könnte.
Österreich unterstützte die Maßnahme, den EU-Botschafter aus Russland abzuziehen, beteiligte sich aber nicht mit eigenen Ausweisungen.
Die Schweiz verurteilte den Anschlag „in aller Schärfe“.

## Russische Desinformationskampagne
Die russischen Staatsmedien begannen unmittelbar nach dem Anschlag damit, praktisch täglich Verschwörungstheorien zu verbreiten. Am 8. März sendete der Erste Kanal die Behauptung, der Vorfall diene dazu, Russophobie zu schüren. RIA Novosti behauptete, es habe sich dabei um eine versehentliche Überdosis einer Droge gehandelt. Rossija 24 verbreitete, es handelte sich um ein versehentliches Leck in Porton Down, während RT den Vorfall mit Tests in Porton Down in Verbindung brachte. Anschließend berichtete wiederum der Erste Kanal, dass es sich um einen bei Überläufern häufiger vorkommenden Selbstmord gehandelt habe. Dieser behauptete am 11. März dann, die britische Regierung stecke hinter dem Vorfall, um Russophobie und möglicherweise einen Boykott der Fußball-Weltmeisterschaft in Russland zu provozieren. Derselbe Sender gab am 12. März den Amerikanern und am 13. März den Ukrainern die Schuld. Am 13. März behauptete der Fernsehsender Swesda, dass Theresa May dafür verantwortlich sei, weil sie mit Gina Haspel, der Direktorin der CIA, befreundet sei. Sergej Lawrow behauptete am 14. und 15. März, es handele sich um eine übertriebene britische Reaktion, um vom Brexit abzulenken. Das russische Außenministerium behauptete am 17. März, dass nur die Briten, die Tschechen, die Schweden oder die Slowaken über Nowitschok verfügten und dass mit dieser Vergiftung Russlands Rolle als Friedensstifter in Syrien untergraben werden solle.
Am 18. März behauptete Swesda, der Medienzweig des russischen Verteidigungsministeriums, wiederum, es sei das Ergebnis eines Drohnenangriffs gewesen. Putin versicherte, dass alle russischen Chemiewaffen längst vernichtet worden seien. Am selben Tag behauptete der Erste Kanal, dass Bill Browder, ein bekannter Kritiker Putins, dafür verantwortlich sei. Am 26. März behauptete der Sender, Theresa May habe Nowitschok erfunden (möglicherweise verwechselte man sie mit einer anderen Premierministerin, die Chemikerin war). Sputnik behauptete unterdessen am selben Tag, dass die Amerikaner Nowitschok entwickelt hätten. Die Zeitung Komsomolskaja Prawda schaltete sich mit der Behauptung ein, dass die Briten Iwan den Schrecklichen vergiftet hätten und es daher wahrscheinlich sei, dass sie auch für die Vergiftung der Skripals verantwortlich seien. Alexander Gruschko behauptete am 3. April, es handele sich um ein britisches Komplott, um höhere Militärausgaben zu rechtfertigen.

## Rolle der OPCW

### Ermittlungen der OPCW
Die OPCW ermittelt allein die Verwendung und allenfalls die Herkunft von Giftstoffen; Täter und Urheber werden nicht ermittelt. Am 4. April 2018 fand in Den Haag auf Antrag Russlands und unter Ausschluss der Öffentlichkeit die erste Sondersitzung des OPCW-Exekutivrates statt. OPCW-Experten hatten Proben in Salisbury entnommen sowie auch Blutproben der Opfer bekommen. Russland wies die britischen Vorhaltungen, für den Giftanschlag verantwortlich zu sein, als haltlos zurück und erklärte, an den Ermittlungen beteiligt werden zu wollen. Unterstützung für dieses abgelehnten Anliegen fand Russland bei China, dem Iran und einigen afrikanischen Staaten (6 Staaten für den Antrag, 15 dagegen, 17 Enthaltungen, 3 nicht teilgenommen). Russland stellte weiteren 14 Fragen, die unbehandelt blieben. Der Vertreter der EU, der bulgarische Botschafter Krassimir Kostow, wiederholte auf der Sitzung den Standpunkt, dass höchstwahrscheinlich die Russische Föderation für die Anschläge verantwortlich sei, es keine andere plausible Erklärung gebe und es bedauerlich sei, dass Russland nicht positiv auf das ursprüngliche Ansinnen Großbritanniens reagiert habe, Informationen zur Verfügung zu stellen.
Die OPCW hatte am 16. März in Salisbury Proben genommen und zusammen mit Blutproben der Opfer zwei unabhängigen Laboren übergeben, deren Identität geheim gehalten wurde. Obschon diese Praxis der OPCW bekannt war, die Labore der Untersuchung nicht zu nennen, verlangte Russland vom Generalsekretariat der OPCW die Nennung der Labore. Das Generalsekretariat lehnte eine Nennung ab. Am 12. April bestätigte die OPCW in einer ersten Stellungnahme die britischen Erkenntnisse über das verwendete Nervengift, ohne den Namen Nowitschok zu erwähnen. Sie bestätigten auch den hohen Reinheitsgrad fast ohne Verunreinigungen.
Am 4. September 2018 bestätigte die OPCW, dass die britischen Bürger Charlie Rowley und Dawn Sturgess von Nowitschok vergiftet wurden. Es sei jedoch nicht möglich zu verifizieren, ob es im gleichen Los produziert worden sei, da die Substanz bei der Lagerung der Umwelt ausgesetzt gewesen war. Die Frau hatte das vermeintliche Parfüm auf die Handgelenke aufgetragen.

### Cyberangriff gegen die OPCW
Vier Agenten der GRU-Einheit 26165 reisten am 10. April 2018 mit Diplomatenpässen für einen Cyberangriff gegen das Hauptquartier des OPCW in die Niederlande ein. Während ihres Aufenthalts wurden sie vom niederländischen Militärnachrichtendienst MIVD, der zuvor von einem britischen Geheimdienst einen Hinweis erhalten hatte, beobachtet. Am 13. April wurden die Agenten festgenommen. Dabei wurde technische Ausrüstung für einen Angriff auf das Wi-Fi des OPCW sowie weitere Belege sichergestellt: ein Mobiltelefon wurde wenige Tage zuvor erstmals in einem GRU-Gebäude eingeschaltet, ein Beleg einer Taxifahrt vom GRU-Hauptquartier zum Flughafen Moskau-Scheremetjewo. Die Agenten wurden anschließend ausgewiesen.

### Russische Desinformationskampagne zur OPCW
Am 14. April erklärte der russische Außenminister Sergei Lawrow, Kenntnis eines Papiers des schweizerischen Labors Spiez zu haben, und behauptete, es sei eines der Labore, das Proben aus Salisbury untersucht hätte. Er warf der OPCW Manipulation vor mit der Begründung, in den Proben sei der im Westen entwickelte chemische Kampfstoff BZ gefunden worden.
Zu den Gepflogenheiten der OPCW gehört es jedoch, die beauftragten Labore nicht zu nennen und diese außerdem darüber hinaus im Unklaren zu lassen, welche von mehreren übergebenen Proben tatsächlich die richtige ist. Es gehört zur Arbeitsweise der OPCW, mit der tatsächlichen Probe gleichzeitig auch abweichende Blindproben an das jeweilige Labor zu senden, um sicherzugehen, dass dort fehlerfrei gearbeitet wird. Ein Labor ist somit entgegen der Aussage Lawrows grundsätzlich nicht in der Lage, eine Aussage zur tatsächlichen Probe zu machen. Der einzige Kommentar aus Spiez war dementsprechend, dass nur die OPCW selber die Aussage Lawrows kommentieren könne. Am 18. April nannte die Schweizer Vertreterin bei der OPCW die russischen Äußerungen «absolut inakzeptabel». Russland schade so der Glaubwürdigkeit der OPCW. Auf der Sitzung des Exekutivrats vom 18. April wurde bekannt gegeben, ein Vorläuferstoff des von Lawrow erwähnten BZ sei Bestandteil einer negativen Kontrollprobe gewesen. Die Erklärung vermied wiederum die Nennung eines Labors.
Der Leiter des Fachbereichs Chemie im Labor Spiez, Stefan Mogl, hatte völlig unabhängig davon schon in einem Interview am 5. April erklärt, er habe keinerlei Zweifel an den britischen Untersuchungsergebnissen, da die von der OPCW durchgesetzten Standards extrem rigide seien.
Das deutsche Auswärtige Amt veröffentlichte am 20. April 2018 eine Erklärung, dass es sich um eine gezielte Falschmeldung „staatlich kontrollierter russischer Auslandsmedien“ handle.

### Mutmaßliche Spionage gegen das Labor Spiez
Am 13. September 2018 berichtete der Tages-Anzeiger und das NRC Handelsblad, dass im Frühjahr 2018 in Den Haag zwei russische Geheimdienstmitarbeiter festgenommen worden seien. Die wären auf dem Weg ins Berner Oberland in der Schweiz gewesen und hätten unter Verdacht gestanden, das Labor Spiez auskundschaften zu wollen. Das Labor ist eines der Referenzlabore der OPCW und führte Abklärungen im Fall Skripal durch. Die beiden festgenommenen Personen hätten Ausrüstung bei sich getragen, um in Computernetzwerke einzudringen. Die Russen seien nach Russland zurückgebracht worden. Der Nachrichtendienst des Bundes (NDB) bestätige, dass den Schweizer Behörden „der Fall der in Den Haag entdeckten und dann weggeschafften russischen Spione bekannt“ sei. Der NDB habe zusammen mit niederländischen und britischen Partnern zur „Verhinderung illegaler Aktionen gegen eine kritische Schweizer Infrastruktur“ beigetragen. Weiter berichtete der Kommunikationschef des Labors Spiez, dass das Labor in Zusammenhang mit den Proben aus Salisbury das Ziel von Cyberattacken gewesen sei.

## Verbleib Skripals
Sergei Skripal und seine Tochter wurden nach ihrer Entlassung aus dem Krankenhaus an einem geheimen Ort untergebracht. Sie wurden dort von britischen Geheimdienstmitarbeitern bewacht und lebten abgeschirmt wie unter Hausarrest. Von Sergei Skripal gelangte ein Jahr lang kein Lebenszeichen an die Öffentlichkeit. Im Mai 2019 veröffentlichte seine Nichte Wiktorija einen Telefonanruf Skripals, der belegte, dass er noch am Leben war.
Zwei Jahre nach der Vergiftung meldete ein britischer Pressebericht, dass die Skripals einen Aufenthalt außerhalb Großbritanniens anstrebten, möglicherweise in Australien oder Neuseeland. Angeblich soll ihnen nach einem Umzug ins Ausland mit neuen Identitäten ein freieres Leben ermöglicht werden, auch wenn sie weiterhin Personenschutz brauchen.

## Ähnliche Attentate
- Alexander Walterowitsch Litwinenko, ehemaliger russischer FSB-Agent, Buchautor und Putin-Kritiker, wurde am 1. November 2006 im Exil in London mit Polonium-210 vergiftet.[171] Am 23. November 2006 starb er im Krankenhaus an den Folgen der Vergiftung.[172]
- Es bestehen Parallelen zum Attentat auf Emilian Gebrew in Bulgarien im April 2015.[173]
- Alexei Anatoljewitsch Nawalny, russischer Aktivist, wurde am 20. August 2020 Opfer eines Giftanschlags.[174]
- Regenschirmattentat